# Vasuki indicus
Vasuki indicus is een uitgestorven slang uit de familie Madtsoiidae die tijdens het Eoceen in India leefde.

## Fossiele vondsten
Vasuki indicus is bekend uit de Naredi-formatie in Gujarat in India. Het fossiel bestaat uit een gedeeltelijke wervelkolom. De vondst heeft een ouderdom van ongeveer 47 miljoen jaar. Vasuki indicus werd in 2024 beschreven en de geslachtsnaam verwijst naar Vasuki, de koning van de slangen in het hindoeïsme.

## Kenmerken
Vasuki indicus  is een van de grootst bekende slangen en vergelijkbaar in formaat met Titanoboa. De lengte wordt geschat op elf tot vijftien meter. Vermoedelijk was het een wurgslang en een traag bewegende slang die vanuit een hinderlaag jaagde en deels in het water leefde, een leefwijze die vergelijkbaar is met de hedendaagse anaconda's.